# Henri Billouin
Henri Billouin war ein französischer Hersteller von Fahrrädern, Motorrädern und Automobilen.

## Unternehmensgeschichte
Henri Billouin gründete 1906 in Paris sein Unternehmen zur Fahrradproduktion. Später folgten Motorräder. 1912 begann die Produktion von Automobilen, die als Albatros vermarktet wurden. Im gleichen Jahr endete deren Produktion bereits wieder. 1925 verkaufte Billouin das Unternehmen an Peugeot.

## Automobile
Das einzige Modell war mit einem Vierzylindermotor ausgestattet.